# Mickey Jones
Mickey Jones (Houston, 10 giugno 1941 – Houston, 7 febbraio 2018) è stato un attore e musicista statunitense.

## Biografia

### Infanzia
Jones nacque a Houston, Texas, figlio di Frances Marie (née Vieregge) e Fred Edward Jones. La carriera di Jones come batterista ebbe il sostegno di artisti come Trini Lopez, Johnny Rivers e Bob Dylan nel loro leggendario tour mondiale 1966.
Jones muore in seguito a complicazioni di salute dovute al diabete il 7 febbraio 2018.

## Filmografia parziale

### Cinema
- Nessuno ci può fermare (Stir Crazy), regia di Sidney Poitier (1980)
- Making Love, regia di Arthur Hiller (1982)
- Obiettivo mortale (Wrong Is Right), regia di Richard Brooks (1982)
- Il più bel casino del Texas (The Best Little Whorehouse in Texas), regia di Colin Higgins (1982)
- National Lampoon's Vacation, regia di Harold Ramis (1983)
- Starman, regia di John Carpenter (1984)
- Ricercati: ufficialmente morti (Extreme Prejudice), regia di Walter Hill (1987)
- Nadine, un amore a prova di proiettile, regia di Robert Benton (1987)
- Lo strizzacervelli (The Couch Trip), regia di Michael Ritchie (1988)
- Dead Bang - A colpo sicuro (Dead Bang), regia di John Frankenheimer (1989)
- Homer & Eddie (Homer and Eddie), regia di Andrej Končalovskij (1989)
- Ma capita tutto a me? (Out on a Limb), regia di Francis Veber (1992)
- A Beverly Hills... signori si diventa (The Beverly Hillbillies), regia di Penelope Spheeris (1993)
- Omicidio nel vuoto (Drop Zone), regia di John Badham (1994)
- Atto di forza (Total Recall), regia di Paul Verhoeven (1990)
- Tin Cup, regia di Ron Shelton (1996)
- Lama tagliente (Sling Blade), regia di Billy Bob Thornton (1996)

### Televisione
- Hardcastle & McCormick (Hardcastle and McCormick) - serie TV, episodio 2x03 (1984)
- Visitors (V: The Final Battle, V: The Series) - serie TV, 3 episodi (1984-1985)
- Justified – serie TV, 7 episodi (2011-2015)

### Video musicali
- Sunset Blvd (2005)

## Doppiatori italiani
Nelle versioni in italiano delle opere in cui ha recitato, Mickey Jones è stato doppiato da:
- Mario Maranzana in National Lampoon's Vacation
- Renato Mori in Starman
- Sergio Di Giulio in Visitors 2
- Sandro Iovino in Charlie's Angels
- Toni Orlandi in Justified (ep. 2x11, 3x01, 3x11)
- Gianni Giuliano in Justified (st. 5)